# Индокитайски войни
Индокитайските войни (на виетнамски: Chiến tranh Đông Dương) са поредица от военни конфликти в Югоизточна Азия в периода 1947-1979 г. между виетнамски и френски, американски и китайски въоръжени сили.
Името на войните произтича от мястото на конфликтите Френски Индокитай, включващ днешните територии на Виетнам, Лаос и Камбоджа. В конкретната употреба се има предвид повече географския район, отколкото политическата област.
Четирите индокитайски войни са:
- Първата индокитайска война (наричана Индокитайската война във Франция и Френската война във Виетнам) започва в началото на Втората световна война и трае до окончателната френска загуба през 1954 година. След продължителна съпротива силите на Виетмин постигат победа срещу предалите се на север въоръжени сили на Имперска Япония и Вишиска Франция. За време на Втората световна война британски войни окупират южната част и възстановяват колониалната френска република. След края на войната Франция търси да възвърне контрола си над Индокитай чрез съюзниците си в НАТО Великобритания и САЩ, за да противостои на съветската експанзия в региона с началото на Студената война. Подпомаганото от Съюзниците комунистическо и националистическо движение на Виетмин, с помощта на Китай и СССР, успява да прогони в края на войната френските сили от Индокитай.

- Втората индокитайска война (наричана Виетнамската война на запад и Американската война във Виетнам) започва като конфликт между поддържаното от САЩ правителство на Южен Виетнам, от една страна и Националния фронт за освобождение на Южен Виетнам (Vietcong) и Армията на Северен Виетнам (NVA) от друга. Войната продължава от края на 50-те години на 20 век до 1975 година. Съединените щати, подкрепящи Франция по време на първата война, застават на страната на правителството на Южен Виетнам срещу прокомунистическите сили на Северен Виетнам, получаващ военна и материална помощ от Китай и Съветския съюз. Войната се разраства на територията на Камбоджа (Камбоджанска гражданска война 1967-1975) и Лаос (Лаоска гражданска война 1962-1975), където американските сили се сражават срещу Армията на Северен Виетнам, Червените кхмери и Патет Лао.

- Камбоджанско-виетнамската война започва след края на Втората индокитайска война. Войските на Виетнам нахлуват в Камдбоджа, за да свалят режима на Пол Пот и Червените кхмери, извършващи геноцид върху собственото камбоджанско население. Войната продължава от май 1975 година до декември 1989 с различна интензивност.

- Третата индокитайска война (или Китайско-виетнамската война) е военен конфликт от февруари-март 1979 година между Народна република Китай и Социалистическа република Виетнам. Китайците нахлуват във Виетнам, като ответна реакция срещу виетнамската офанзива в Камбоджа, целяща да свали поддържания от Китай режим на Пол Пот там. След месец войските на Китай се изтеглят, като и двете държави претендират да са спечелили сражението.